# Mezőkovácsházai kistérség
A Mezőkovácsházai kistérség Békés megyében volt található, központja Mezőkovácsháza volt, de ahogy az összes többi kistérség az országban, 2014-ben ez is megszűnt.

## Települései
| Almáskamarás  | Battonya       | Dombegyház | Dombiratos      | Kaszaper         |
| Kevermes      | Kisdombegyház  | Kunágota   | Magyarbánhegyes | Magyardombegyház |
| Medgyesbodzás | Medgyesegyháza | Mezőhegyes | Mezőkovácsháza  | Nagybánhegyes    |
| Nagykamarás   | Pusztaottlaka  | Végegyháza |                 |                  |